# Parodiodendron marginivillosum
Parodiodendron marginivillosum là một loài thực vật thuộc họ Euphorbiaceae. Loài này có ở Argentina và Bolivia. Chúng hiện đang bị đe dọa vì mất môi trường sống.